# Saint-Étienne-le-Laus
Saint-Étienne-le-Laus é uma comuna francesa na região administrativa da Provença-Alpes-Costa Azul, no departamento de Altos-Alpes. Estende-se por uma área de 8,66 km². Em 2010 a comuna tinha 287 habitantes (densidade: 33,1 hab./km²).